# Басовская, Наталия Ивановна
Ната́лия Ива́новна Басо́вская (21 мая 1941, Москва, СССР — 24 мая 2019, там же, Россия) — советский и российский историк-медиевист, специалист по истории Средних веков Западной Европы. Доктор исторических наук (1988), профессор. Проректор РГГУ (1988—2006), заведующая кафедрой всеобщей истории (с 1988). Заслуженный профессор РГГУ (2006).

## Биография
Родилась в семье участника Великой Отечественной войны полковника Ивана Фёдоровича Куренкова (1912—1994). Мать — агроном Мария Адамовна Куренкова (Варш) (28 июня 1909—2011), в 2009 году отпраздновала 100-летие. Дед — обрусевший польский дворянин Адам Францевич Варш, адвокат. Бабушка — Мария Алексеевна Варш (1872—1961), также дворянка, окончила Екатерининский институт благородных девиц.
В школьные годы её наставницей была А. А. Сванидзе. Впоследствии высказывалась о своей "особой симпатии" к Николаю Сванидзе.
Окончила исторический факультет Московского государственного университета (1963, с отличием), специальность — зарубежная история, специализировалась по кафедре истории средних веков, выпускная работа под научным руководством Е. В. Гутновой на тему «Социальная сущность движения лоллардов». Окончила аспирантуру того же факультета. Училась у академика С. Д. Сказкина и профессора Е. В. Гутновой, бывшей научным руководителем при подготовке её диссертации. Кандидат исторических наук (1969), диссертация «Английская политика в Гаскони в конце XIII — начале XIV вв.». В 1987 году защитит докторскую диссертацию на тему «Англо-французские противоречия в международных отношениях Западной Европы второй половины XII — середины XV вв.», получив тем самым учёную степень доктора исторических наук.

Я поступала на истфак МГУ с очевидным желанием заниматься русской историей, меня привлекал XVII век, Смутное время, которое тогда было мало исследовано. Но я сразу ощутила идеологический напор: в учебниках все ответы уже были… Поэтому у меня ориентир был такой — подальше. Я хорошо владела английским, поэтому выбрала Англию. Дипломную работу писала по Англии. А Средневековье — потому, что отползала подальше от идеологически понимаемой «актуальности»… С годами я отошла от узкого интереса к медиевистским штудиям.

 В то же время высказывалась: "Я, человек из средних веков, в некотором роде. Все-таки, мои «родные времена» – это история европейского средневековья. Ну, и древняя история тоже мне очень близка".
С 1971 года преподавала на кафедре всеобщей истории Московского государственного историко-архивного института (МГИАИ), одной из старейших там, ныне — Историко-архивного института Российского государственного гуманитарного университета (ИАИ РГГУ), с 1988 года заведовала ею; читала курс лекций «Всеобщая история. Средние века. Запад», спецкурс «Леопард против лилии…». Организовала при кафедре студенческий Кружок истории древности и Средневековья (КИДИС), который проводил «суды истории» — театрализованные обсуждения судеб известных исторических персонажей. Вспоминала впоследствии о подобном про Наполеона: "Страсти всегда вокруг всяких фигур. Встает, там кто-то, сейчас он известный историк и говорит: «Что вы, сидящие в этом зале? В чем обвиняете великого человека? Что он взял власть, которая сама плыла к нему в руки?..".
О некоторых «судах истории» в 1991—1993 гг. были сняты документальные фильмы.
В 1988—2006 годах — проректор по учебной работе РГГУ (МГИАИ). По характеристике, данной ей RFI (Международным французским радио) в 2012 году, — «ведущий преподаватель РГГУ, стоявший у истоков зарождения университета».
Также в РГГУ работала директором учебно-научного Центра визуальной антропологии и эгоистории (ЦВАЭ) и содиректором Российско-американского центра библеистики и иудаики; являлась председателем диссертационного совета Д.212.198.07, заместителем председателя диссертационного совета Д.212.198.03. Состояла членом редколлегии ежегодника «Средние века». 
В 1990-е годы неоднократно читала лекции по истории советской исторической науки в университетах США.
Начиная с 1970-х годов как историк выступала в теле- и радиоэфире; в том же десятилетии на протяжении двух лет вела радиопередачу «Радио для урока истории».
Вместе с главным редактором радиостанции «Эхо Москвы» Алексеем Венедиктовым была ведущей исторической передачи «Не так» на этой радиостанции, а с 2006 года, также вместе с Венедиктовым, — ведущей исторической передачи «Всё так».
Писала публицистические статьи в журналы «Знание — сила» и «Родина», являлась членом редколлегии последнего.
Была награждена медалью «В память 850-летия Москвы» (1997).
Наталия Ивановна Басовская занималась проблемами истории международных отношений в Западной Европе XII—XV веков и политической истории Англии и Франции, а также историографией.
Автор более 150 работ.
Скончалась на 79-м году жизни. Похоронена на Головинском кладбище.

### Семья
- Первый муж — Наум Исаакович Басовский (1937 — 2025)[], поэт.
  - Дочь — Евгения Наумовна Басовская (род. 1965), доктор филологических наук, заведующая кафедрой медиаречи в РГГУ[3][17].
- Второй муж — Владимир Анатольевич Рошаль, сотрудник РГГУ[18].

## Основные работы
- Экономические интересы английской короны в Гаскони в конце XIII — начале XIV вв. // Вестник МГУ. Серия История. 1968. № 2.
- Место городов-крепостей (бастид) в гасконской политике Англии конца XIII столетия // Вестник МГУ. Серия История. 1969. № 3.
- К вопросу об английской политике в Гаскони в конце XIII в. (По данным «Гасконских свитков») // Средние века. Вып. 33. М., 1971.
- Историография проблемы перехода от античности к средним векам в Западной Европе // Вопросы историографии в курсах всеобщей истории. Вып. 3. — М., 1975.
- Проблемы Столетней войны в современной английской и французской историографии // Средние века. Вып. 45. — М., 1982.
- Политическая борьба в Англии и Франции первой половины XV в. и Столетняя война // Идейно-политическая борьба в средневековом обществе. — М., 1984.
- Басовская Н. И. Столетняя война 1337—1453 гг.: Учебное пособие. — М.: Высшая школа, 1985. — 185 с. — (Библиотека историка). — 20 000 экз.
- Цель истории — история: сборник статей. — М., 2002.
- Столетняя война: леопард против лилии. — М.: Олимп, АСТ, 2002.
- Французский средневековый город и рождение национального самосознания // Городской универсум: эволюция культуры и социальные метаморфозы. — М.; Квебек, 2005.